# Juan de Mendoza e Velasco
Juan de Mendoza e Velasco foi Marquês de La Indiosa e Vice-rei de Navarra. Exerceu o vice-reinado de Navarra entre 1620 e 1623. Antes dele o cargo foi exercido por Felipe Ramírez de Arellano e Zúñiga. Seguiu-se-lhe Bernardino de Avellaneda.